# Dryopteris morrisonensis
Dryopteris morrisonensis là một loài thực vật có mạch trong họ Dryopteridaceae. Loài này được (Hayata) Hayata miêu tả khoa học đầu tiên năm 1911.